# Union (Alabama)
Union – miasto w Stanach Zjednoczonych, w stanie Alabama, w hrabstwie Greene. W roku 2023 miasto zamieszkiwało 167 osób, a gęstość zaludnienia wynosiła 79,5 osoby/km².